# Ludwigia elegans
Ludwigia elegans là một loài thực vật có hoa trong họ Anh thảo chiều. Loài này được (Cambess.) H.Hara mô tả khoa học đầu tiên năm 1953.